# A-특공대 (영화)
《A - 특공대》(영어: The A-Team)는 2010년 개봉한 미국의 액션 코미디 영화이다. 조 카나한이 감독하고 카나한이 브라이언 블룸, 스킵 우즈와 공동으로 각본을 썼으며, 1983년부터 1986년까지 98편의 에피소드가 인기리에 방영되며 많은 팬들을 생산했던 스티븐 J. 커넬, 프랭크 루포의 동명의 TV 시리즈를 리메이크한 작품이다. 이 영화에는 리암 니슨, 브래들리 쿠퍼, 퀸튼 잭슨, 샬토 코플리, 제시카 비엘, 패트릭 윌슨과 브라이언 블룸이 출연한다. 이 영화는 자신들이 저지른 범죄로 투옥 된 특수 부대 팀인 "A 팀"의 이야기와 그 이름을 밝히기 위해 탈출한 사람들의 이야기를 담고 있다. 영화의 제작에는 스티븐 J. 커넬, 리들리 스콧과 토니 스콧이 참여했다.
이 영화는 20세기 폭스 배급으로 2010년 6월 11일 개봉되었다. 영화는 1990년대 중반부터 여러 작가와 이야기 아이디어를 거쳐 여러 차례 작업 된 이후로 개발 되어 왔다. 개봉된 이 영화는 비평가들의 평가를 거친 후 박스오피스에서 평균 1억 1천만 달러의 예산으로 1억 7,700만 달러를 벌어 들였다.

## 시놉시스
한니발 스미스 대령은 특공대원들을 찾기위해 멕시코에 가서 구한다. 구하는 도중 특공 대원인 B.A의 차를 타고 부원을 찾으려 간다. 멋쟁이가 화형에 당하기 전에 한니발과 B.A가 나타나 멋쟁이를 구해주고, 근처의 미군 병원에서 정신병 때문에 입원해 있던 머독 대위를 만나고, 그들이 병원에 있던 UH-1 헬기를 타고 도망가자 투코 장군도 헬기를 타고 일행을 공격한다. 하지만 그 추격전은 결국 투코 장군의 헬기가 일행들의 헬기를 공격하다 미국 영공으로 들어오고, 미국의 군사에 대한 공격으로 간주되어 F-22에게 요격되는 것으로 끝난다.
8년 후 이라크, 모리슨 장군은 A - 특공대에게 비밀 임무를 내린다. 그 임무는 바로 이란-이라크 전쟁 당시 이라크 군대가 이란에서 달러 인쇄용 동판을 훔쳤는데 현재 사담 후세인 추종 세력이 그것을 이용해 위조 달러를 찍고 있다면서 A -특공대에게 그것을 노획하는 것이었고, A - 특공대는 이 미션을 성공한다. 하지만 기지로 귀환하자 모리슨이 타고 있던 험비가 민간 군사 기업 '블랙 포레스트'의 요원 파이크에 의해 폭파당하고, A - 특공대는 이 사건의 용의자로 몰려 체포된다. 6개월 후, CIA 요원 린치가 감옥에 있는 한니발에게 접근해 파이크와 정체불명의 아랍인이 거래를 하는 게 독일에서 찍혔다 하고, 한니발을 몰래 탈옥시켜준다. 그 뒤 한니발은 멋쟁이와 B.A를 구해주고, 뮌헨에 있는 육군 정신병원에 입원해 있던 머독을 구해준 뒤 C-130 허큘리스를 타고 탈출하고, MQ-9 리퍼에서 요격당하지만 C-130에 실려있던 전차를 타고 탈출한다. 그 뒤 쾨니스 은행에서 파이크와 거래하던 아랍인을 납치하는 데 성공한 A - 특공대, 하지만 그 아랍인은 죽은 줄로 알았던 모리슨 장군이었고, 한니발은 그에게 충격적인 이야기를 듣는다. 그 진실이란 모리슨은 인쇄판으로 돈을 찍어내는 이득을 보기위해서 파이크와 작당을 했고, 린치가 이런걸 알고는 자기도 껴달라는 식으로 와선 A - 특공대를 끌어들인 것이었다. 모리슨은 이런 린치의 속셈을 알고는 A -특공대가 인쇄판을 노획해 왔을 때 파이크와 짜고 죽은척을 했던 것이다. 그리고 린치는 AC-130 스펙터를 이용해 모리슨을 죽인다.
그렇게 모든 진실을 알게 된 A - 특공대, 그들은 소사와 연락해 린치를 잡는 법을 모색하고 로스앤젤레스 항구에서 기발한 작전을 통해 파이크와 린치를 붙잡는다. 하지만 결국 A - 특공대는 탈옥 혐의로 감옥에 갈 운명에 처하고, 소사는 그것을 막아보려 하지만 소용없는 짓이었다. 그 때 소사가 멋쟁이와 키스하는 척 열쇠를 주고, A - 특공대는 그것을 이용해 탈출한 뒤 용병으로서의 삶을 살게 된다.

## 출연
- 리엄 니슨 - 존 "한니발" 스미스 대령 역
- 브래들리 쿠퍼 - 템플턴 아서 "멋쟁이" 펙 중위 역
- 퀸턴 램페이지 잭슨 - 보스코 "B.A" 바라쿠스 상병 역
- 샬토 코플리 - H.M "하울링 매드" 머독 대위 역
- 제시카 비엘 - 카리사 소사 대위 역[5]
- 패트릭 윌슨 - 린치: CIA 요원 역
- 브라이언 블룸 - 브록 파이크 역[6]
- 제럴드 맥레이니 - 러셀 모리슨 장군 역
- 존 햄 - 린치 요원 (크레딧에 안올라감)
- 테리 첸 - 라베치 역
- C. 언스트 하스 - 화장장 수행원 역
- 코리 버튼 - 내레이션
- 이얼 바즈퀫즈 - 하비에르 투고 장군 역